# Tomasz Barey
Tomasz Barey w niektórych źródłach Barej, (ur. ok. 1860 w Warszawie, zm. po 1918) – leśnik i przyrodnik, badacz fauny, zwłaszcza ptaków, i flory. W źródłach polskich brak jest dokładniejszych danych biograficznych i dotyczących jego wykształcenia, jakkolwiek biografka Józefa Paczoskiego, T.M. Gold, nazywa go „doświadczonym i wykształconym przyrodnikiem”.
Od roku 1886 Barey był leśnikiem rządowym na południowych stokach Wielkiego Kaukazu, na pograniczu Gruzji i Azerbejdżanu. W roku 1888 został zaangażowany przez Ksawerego Branickiego na stałego współpracownika Muzeum Branickich w Warszawie jako kolekcjoner okazów ornitologicznych. Barey zbierał te okazy początkowo w okolicach Łagodechi na Kaukazie, gdzie pracował. W 1888 odbył także podróż po Persji, a w kolejnych trzech latach prowadził obserwacje i gromadził zbiory w kraju zakaspijskim w okolicach Aszchabadu (obecnie Turkmenistan). Od roku 1892 do roku 1895 w obwodzie fergańskim (obecnie Uzbekistan). Nadsyłając stamtąd rzadkie okazy fauny znacznie wzbogacił zbiory warszawskiego muzeum. Około roku 1898 Barey zaczął pracować w założonym przez Józefa Paczoskiego Muzeum Przyrodniczo-Historycznym w Chersoniu, stając się jego bliskim bardzo cennym współpracownikiem. W okresie tym nie ograniczał się jednak do kolekcjonowania i preparowania okazów faunistycznych, lecz rozszerzył swą działalność na kolekcjonowanie okazów botanicznych, jak tego dowodzi jego zielnik, wymieniony przez Paczoskiego.
Opublikował kilka prac ornitologicznych i łowieckich, m.in. o próbach udomowienia głuszca himalajskiego. Jego zbiory były przedmiotem opracowań wielu ornitologów polskich i zagranicznych. Zasługi Bareya zostały upamiętnione w nomenklaturze zoologicznej: Porzana pusilla bareyi – podgatunek karliczki i Radoszkowskiana barrei –gatunek błonkówki (z pomyłką w zapisie nazwy gatunkowej).
Ostatnie lata Bareya nie są znane. Prawdopodobnie zmarł podczas repatriacji do kraju po 1918 roku.